# 娄山关路
娄山关路是中華人民共和國上海市長寧區一條南北走向道路，南起延安西路，北至玉屏南路。全长1146米，宽15.3米18.2米，道路於1954年修筑，路名來自於贵州省娄山关。道路沿途有天山新村、新虹桥大厦、新虹桥俱乐部、上海国际贸易中心、国际贸易展览中心。